# Нежинский трамвай
Нежинский трамвай — система конного трамвая, открытая в 1915 году в Нежине. Конный трамвай двигался на широкой колее 1524 мм, что для конной тяги была крайняя редкость. Трамвайный маршрут проходил от железнодорожного вокзала до центра города. Следовал улицами: Вокзальное шоссе, ул. Киевская, ул. Шевченко. Конечная в центре города предположительно располагалась на ул. Гоголевская. Трамвайное движение закрылось в середине 1920-х годов. Причиной закрытия стал низкий пассажиропоток. Движение больше не восстанавливалось. После Великой Отечественной войны трамвайные пути были демонтированы.